# St.-Servatius-Kapelle (Bad Honnef)

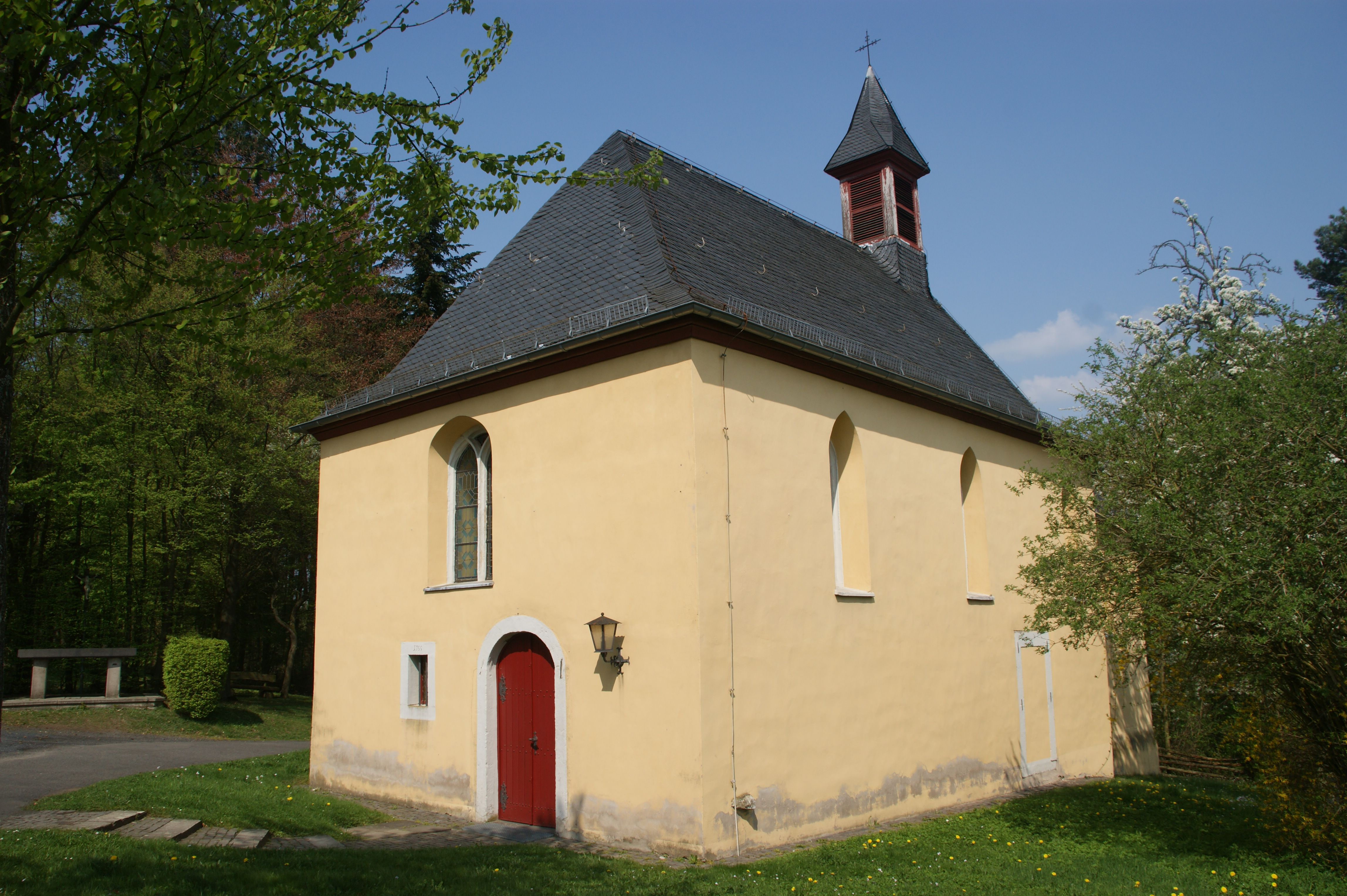
Die St.-Servatius-Kapelle 2009

Die St.-Servatius-Kapelle liegt etwa 7 km vom Stadtkern Bad Honnef im nordrhein-westfälischen Rhein-Sieg-Kreis entfernt auf einer Waldlichtung an der zum Aegidienberger Ortsteil Himberg führenden Schmelztalstraße (L 144) nahe dem Logebach. Sie steht als Baudenkmal unter Denkmalschutz. Zur Kapelle gehört der Servatiushof.

## Geschichte
Der Sage nach wurde die St.-Servatius-Kapelle von den Herren von Löwenburg erbaut, weil sich dort eine Edelfrau im Walde verirrt und auf wunderbare Weise ihren Heimweg wiedergefunden habe. Dagegen spricht allerdings, dass die Kapelle in den alten Löwenburger Amtsrechnungen nicht erwähnt wird. Das Patrozinium der Kapelle aber lässt zweifellos ein hohes Alter vermuten. Eine erste urkundliche Erwähnung der Kapelle findet sich in einem Erkundigungsbuch aus dem Jahr 1582, in dem von dem zur Kapelle gehörenden sog. Servatiushof berichtet wurde, dass dessen Pachtertrag für die Erhaltung der Kapelle bestimmt wäre. Um 1700 berichtete der damalige Honnefer Pfarrer Franz Xaver Trips, dass jährlich zweimal und zwar am 13. Mai (Servatiusfest / „Hagelfeier“) und zum Jahrestag der Weihe am 1. Sonntag nach Aegidius (1. September) die Honnefer und Aegidienberger in einer Prozession zur St.-Servatius-Kapelle ziehen würden. 1751 war die Kapelle vollständig zerfallen und es war mit einem Neubau begonnen worden, der 1755 fertiggestellt wurde (diese Jahreszahl befindet sich über dem Fenster neben dem Haupteingang).
Anfang des 19. Jahrhunderts waren die Gebäude versteigert worden und so kam das Kapellengebäude in den Besitz der Kirchengemeinde Honnef. Den Servatiushof, in dem 1843 acht Menschen in einem Wohngebäude lebten, erwarb 1858 die Zivilgemeinde Honnef. Im Zweiten Weltkrieg wurde die Kapelle stark zerstört. 1950 renovierte die Honnefer Freiwillige Feuerwehr in Eigenleistung die Kapelle. 1951, zur Neueinweihung der Kapelle, übergab Bischof Lemmens aus Roermond für die Kapelle eine Servatiusreliquie, die ihm die Stadt Maastricht geschenkt hatte. Diese wird in der Honnefer Pfarrkirche St. Johann Baptist aufbewahrt. 1980 fanden umfangreiche Renovierungsarbeiten an der Kapelle statt. Der Servatiushof ist heute Dienstwohnung des städtischen Försters. Die Eintragung der Kapelle in die Denkmalliste der Stadt Bad Honnef erfolgte am 23. Dezember 1991.
Nach alter Tradition ziehen jährlich im Mai und im September Gläubige aus Honnef (über den Servatiusweg) und Aegidienberg in einer Prozession zur St.-Servatius-Kapelle.

## Beschreibung
Die Kapelle ist ein einschiffiger, gelblich verputzter Bruchsteinbau mit schmalerem Chorhaus, im Lichten 14,60 m lang und 5,90 m breit. Der Chor der Kapelle gehört zum Teil, insbesondere der Triumphbogen, wohl noch der spätromanischen Zeit an. Der Rest des Chores und die wesentlichen Teile der Langhausmauern sind spätgotisch aus dem 15. bis 16. Jahrhundert. Das Langhaus hat ungeteilte Spitzbogenfenster, der dreiseitig geschlossene Chor kleine Rundbogenfenster. Über beiden Bauteilen zieht sich ein nach Westen abgewalmtes Dach mit einem verschieferten Dachreiter, einem schmiedeeisernen Kreuz und Turmhelm.
Das Deckengemälde (Spiegel) im Hauptschiff zeigt das Lamm Gottes im Stil des 19. Jahrhunderts. Bei der Renovierung 1980 erhielt die Kapelle einen neugotischen Altar. Von der alten Ausstattung blieb die barocke Plastik des Hl. Servatius in der Wandnische rechts neben dem modernen Reliquiar erhalten. Ein qualitätsvolles Ölbild im linken Seitenschiff, die „Verspottung Christ“, das Werk eines flämischen Meisters, wurde nach der letzten Renovierung von der St.-Servatius-Kapelle in die Honnefer Pfarrkirche St. Johann Baptist übertragen. Vor der Kapelle hat der Stadtförster aus dem Stadtwald aufgelesene Grenzsteine gesammelt (der vorbeifließende Logebach ist ein alter Grenzbach) und ein mittelalterliches Steinkreuz aufgestellt, das früher an einem der Hohlwege zur Kapelle gestanden hatte.